# مشفهة طويلة الزعانف
مشفهة طويلة الزعانف (الاسم العلمي:Chiloglanis macropterus) هي نوع من الأسماك تتبع جنس المشفهة من فصيلة الموشوكيات.